# Le Tabac de grand-père
Le Tabac de grand-père è un cortometraggio muto del 1908 diretto da Louis Feuillade per la Société des Etablissements L. Gaumont.

## Produzione
Il cortometraggio fu prodotto dalla Société des Etablissements L. Gaumont.

## Distribuzione
Distribuito dalla Société des Etablissements L. Gaumont, il film - un cortometraggio di 160 metri - uscì nelle sale cinematografiche nel 1908.